# Эламское линейное письмо
Эламское линейное письмо — письменность эпохи бронзового века, распространённая в древнем Эламе. До наших дней дошло только несколько монументальных надписей и надписей на глине (всего 22 документа). Использовалась параллельно с эламской разновидностью аккадской клинописи и, по всей видимости, для текстов на эламском языке.
Существовала краткое время в последнюю четверть 3-го тысячелетия до н. э. Исходя из количества знаков, предполагается, что эламская письменность была слоговой и происходила от протоэламской письменности. В течение длительного времени не была дешифрована. Из тех, кто занимался дешифровкой данного письма, более других известны Вальтер Хинц и Пьеро Мериджи. В декабре 2020 года французский археолог Франсуа Дессе объявил о расшифровке эламского линейного письма.
Наиболее важные тексты, частично двуязычные, представлены на монументальных памятниках.